# Эсекьель-Монтес
Эсекьель-Монтес (исп. Ezequiel Montes) — город и административный центр одноимённого муниципалитета в мексиканском штате Керетаро. Численность населения, по данным переписи 2010 года, составила 14 053 человека.

## История
Город основал Хулиян Веласкес Ферегрино.